# Acquario di barriera

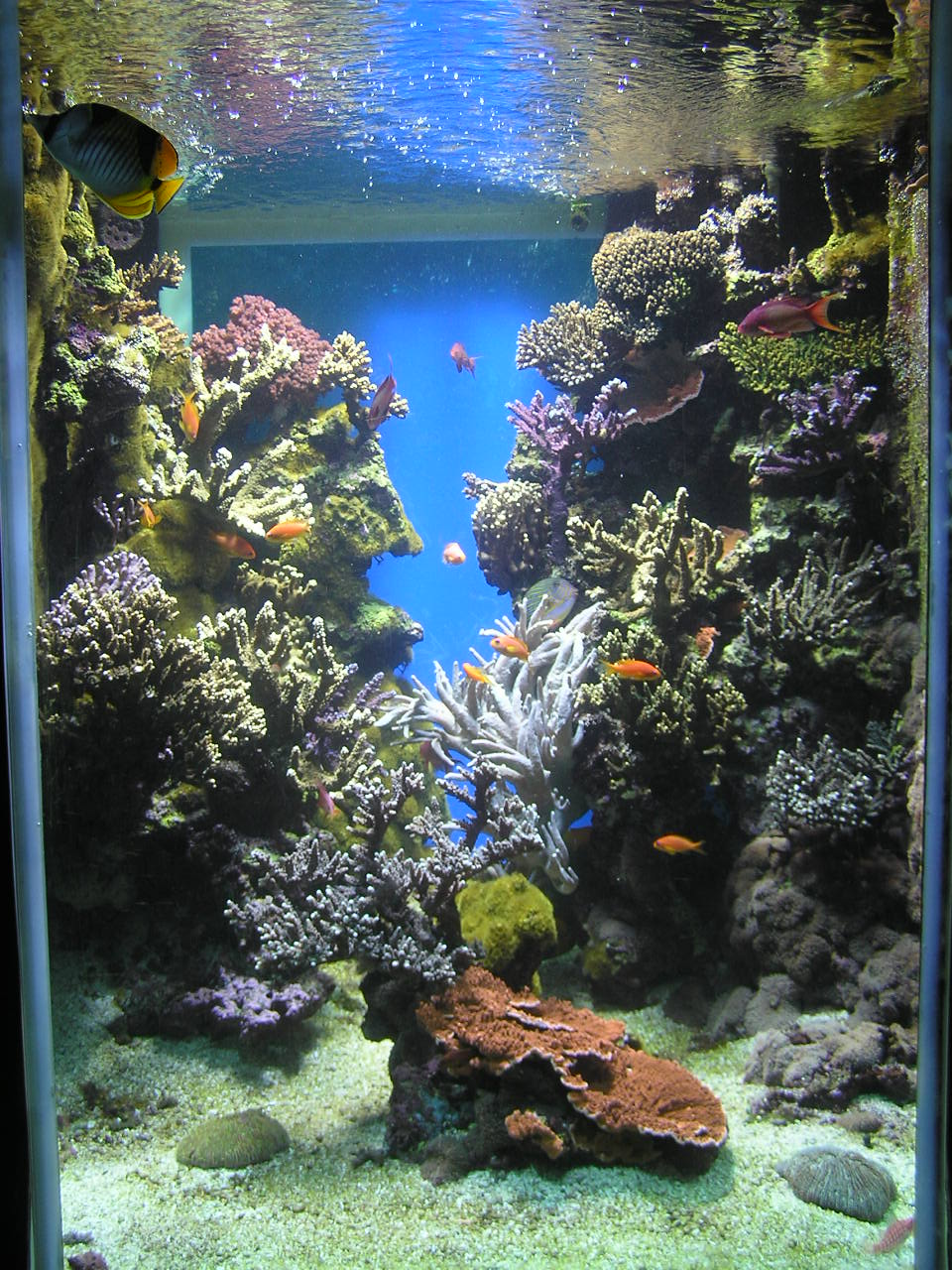
Un Reef Acquarium nell'Acquario di Monaco

Acquario di barriera (in inglese Reef Aquarium) è una ricostruzione in acquario dell'habitat della barriera corallina tropicale.
Queste vasche contengono coralli vivi ed altra fauna associata alle barriere coralline. In epoche recenti, l'avanzare delle conoscenze biologiche e delle tecniche di mantenimento hanno permesso a questo tipo di acquario, tra i più vistosi e colorati, di divenire sempre più accessibili agli hobbisti.

## Allestimento
L'allestimento di questo tipo di acquari può comprendere pesci, invertebrati, come coralli molli e duri, crostacei, molluschi e tutto ciò che può rappresentare il biotopo di determinate zone marine tropicali su cui viene progettata la ricostruzione ambientale.
A differenza dell'acquario marino, la cui finalità è la raccolta e l'esposizione di varie specie di pesci, il principale obiettivo dell'acquario di barriera è di ospitare coralli e/o invertebrati.
Elemento essenziale e comune a tutti i reef aquarium sono le cosiddette "rocce vive"; in pratica sono dei "pezzi" di sassi o scheletri di coralli, colonizzati da batteri, organismi biodegradanti, denitrificanti ed ossidanti, zooplancton, fitoplancton e piccoli invertebrati.
I metodi e le tecniche di gestione per tale tipologia di acquario sono frutto di pluridecennali studi empirici condotti dagli amatori più esperti di tutto il mondo spesso accoppiati alle conoscenze di famosi biologi marini.

## Strutturazione
- Acquario
- Acqua marina
- Filtrazione
- Movimento
- Luce
- Temperatura
- Schiumatoio
- Roccia viva
- Sabbia corallina viva (per allestimento DSB)

## Tipologia
Esistono classificazioni basate sulla dimensione di questo genere di acquario.
- Reef: un acquario di barriera dai 200 litri fino ad arrivare a 1000 ed oltre litri, per associazioni o negozianti anche 5000 litri.
- Nanoreef: un acquario di barriera dai 20 litri fino ad arrivare a 100 ed oltre litri.
- Picoreef: un acquario di barriera in miniatura, sotto i 20 litri.

Esistono classificazioni basate sul tipo di gestione di questo genere di acquario.
- Berlinese
- DSB
- Zeovit
- Xacqua
- Jaubert
- Miracle Mud